# Château Bertier
Le château Bertier ou château des Confluences, est un château situé sur la commune de Pinsaguel, en Haute-Garonne. 

## Géographie
Château situé entre la Garonne et de l’Ariège à leurs confluence à une dizaine de kilomètres au sud sud-ouest de Toulouse.

## Histoire
Ancien  château fort propriété de la famille Bertier seigneurs de Pinsaguel, remanié en 1762 en château néo-classique.

## Description
Les premières fondations du château remontent aux XIIIe siècle et XIVe siècle. Reconstruit à la fin du XVIIIe siècle, le château se compose de bâtiments entourant la cour d'honneur sur trois côtés, le corps de logis présentant en retour deux ailes comportant les dépendances et se relient à la construction principale par deux pavillons plus élevés. Le corps de logis comporte deux étages et s'ouvre par une architecture de pilastres en briques couronnée d'un fronton. De part et d'autre de cette façade, deux arrondis percés de fenêtres accrochent les ailes en retour, également sur deux étages. 
Les bâtiments de la ferme construits en briques sont en prolongement des deux ailes.
Le château et la ferme sont inscrits au titre des monuments historiques depuis 1941.
Racheté par la commune en 2011, il subit alors une rénovation complète afin de préserver ce patrimoine propre au Pinsaguelois, le valoriser et en faire un futur équipement porte d'entrée de la réserve naturelle régionale Confluence Garonne-Ariège.